# جون هينسون
جون هينسون (بالإنجليزية: John Henson)‏ مواليد 28 ديسمبر 1990، هو لاعب كرة سلة أمريكي يلعب مع فريق ميلووكي باكز في الرابطة الوطنية لكرة السلة ويحمل الرقم 31. يبلغ طوله 6 قدم 11 بوصة (2.1 م).

## فرق لعب لها
- ميلووكي باكز

## روابط خارجية
- جون هينسون على موقع إن بي أي (الإنجليزية)
- جون هينسون على موقع سبورتس رفرنس (الإنجليزية)
- جون هينسون على موقع كرة السلة الأوروبية.كوم (الإنجليزية)
- جون هينسون على موقع إي إس بي إن.كوم (الإنجليزية)
- جون هينسون على موقع كلية كرة السلة في سبورتس رفرنس.كوم (الإنجليزية)
- جون هينسون على موقع ريلجم (الإنجليزية)
- جون هينسون على موقع بروبوليرز (الإنجليزية)